# Одо II (герцог Аквітанії)
Одо або Ед II (*Eudes de Poitiers бл. 1010 — 10 березня 1039) — герцог Гасконі у 1032—1039 роках, герцог Аквітанії та граф Пуатьє у 1038—1039 роках.

## Життєпис
Походив з роду Рамнульфідів. Другий син Вільгельма V, герцога Аквітанії та графа Пуатьє. Його матір'ю була Санча (Бріска), донька Вільгельма II, герцога Гасконі. Народився близько 1010 року. Замолоду брав участь у пожертвах церквам Пуатьє.
1032 року після смерті вуйка Санчо VI успадкував герцогство Гасконь. Невдовзі призначив графом та своїм намісником свого родича Беренгара. 1033 року, скориставшись поразкою свого старшого брата Вільгельм VI, герцога Аквітанії, від Жоффруа де Вандома, Одо захопив графство Бордо і переніс столицю герцогства до міста Бордо. Водночас намісник Беренгар не зміг нічого протидіяти тому, що більшість гасконських графів і віконтів визнали зверхність Санчо III, короля Наварри. Лише після смерті останнього 1035 року вдалося відновити владу над Гасконню.
1038 року після смерті брата Вільгельма VI успадкував герцогство Аквітанське та графство Пуатьє. Втім, зумів досягти Пуатьє лише у грудні того ж року. В цей час проти нього повстав молодший брат П'єр-Вільгельм разом з матір'ю Агнес Бургундською та її другим чоловіком Жоффруа де Вандомом. Боротьба тривала до 1039 року, коли 10 березня під час облоги замку Мозе Одо II загинув. Поховано в абатстві Сен-П'єр в Міллезе. Владу в Аквітанії та Пуатьє успадкував його брат-суперник, а Гасконь перейшла до Бернара де Арманьяка.